# Eunice Kennedyová Shriverová
Eunice Kennedyová Shriverová (Eunice Mary Kennedy Shriver DSG, 10. července 1921 Brookline – 11. srpna 2009 Barnstable) byla americká filantropka a členka rodu Kennedyových. Byla zakladatelkou sportovní organizace pro osoby s tělesným a mentálním postižením Special Olympics. Za své úsilí ve prospěch zdravotně postižených Shriverová získala v roce 1984 Prezidentskou medaili svobody.
Shriverová byla sestrou amerického prezidenta Johna F. Kennedyho, amerických senátorů Roberta F. Kennedyho a Teda Kennedyho a americké velvyslankyně v Irsku Jean Kennedyové Smithové a také švagrová Jacqueline Kennedyové.
Provdala se za Sargenta Shrivera, který byl velvyslancem Spojených států ve Francii a v roce 1972 byl demokratickým kandidátem na viceprezidenta Spojených států. Její dcerou je novinářka a spisovatelka Maria Shriverová (* 6. 11. 1955 Chicago), bývalá manželka Arnolda Schwarzeneggera (* 30. 7. 1947 Thal) a První dáma Kalifornie v letech 2003–2011.